# 北致愛
北 致愛（きた むねちか）は、戦国時代の武士。

## 生涯
南部氏21代・南部信義の嫡男として誕生（一説には剣吉氏出身とも言う）。母は南部氏一門の北氏出身と言われている。
父・信義が死去した次の日に誕生したため、八戸信長の横槍によって22代惣領に就任できず、母方の北氏に追いやられた。天文9年（1540年）前後に家督を嫡男・信愛に譲り隠居している。その後の詳細は不明であるが、天文9年（1540年）前後に死去したとも言われている。